# ولادیمیر مارکونیکوف
ولادیمیر مارکونیکوف (روسی: Влади́мир Васи́льевич Марко́вников؛ زاده ۲۲ دسامبر ۱۸۳۷ درگذشته ۱۱ فوریهٔ ۱۹۰۴) یک شیمی‌دان اهل روسیه بود.
او برای ارائه قانون مارکونیکوف در زمینه شیمی آلی شناخته شده‌است.